# Craugastor monnichorum
Craugastor monnichorum is een kikker uit de familie Craugastoridae. De soort werd voor het eerst wetenschappelijk beschreven door Emmett Reid Dunn in 1940. Oorspronkelijk werd de wetenschappelijke naam Eleutherodactylus monnichorum gebruikt.
De soort komt voor in delen van Midden-Amerika en leeft endemisch in Panama. Het verspreidingsgebied loopt van de Cordillera de Talamanca nabij de Costa Ricaanse grens tot in de Caribische regio Ngöbe-Buglé. Craugastor monnichorum komt onder meer voor in de beschermde gebieden Internationaal park La Amistad, Reserva La Forestal Fortuna en Parque Nacional Volcán Barú. Het leefgebied van deze kikker bestaat uit bergbossen op een hoogte van ongeveer 1400 tot 1800 meter boven zeeniveau. De belangrijkste bedreiging is het verlies van de habitat door toedoen van de mens.